# Irecek, Dobrici
Irecek (în bulgară Иречек, în română Chioiluc) este un sat în comuna Kavarna, regiunea Dobrici, Dobrogea de Sud, Bulgaria. 
Între anii 1913-1940 a făcut parte din plasa Balcic a județului Caliacra, România. Majoritatea locuitorilor erau bulgari și români.

## Demografie
Componența etnică a satului Irecek
     Nicio identificare (100%)
     Altele (0%)
La recensământul din 2011, populația satului Irecek era de 6 locuitori. . Pentru 100% din locuitori nu este cunoscută apartenența etnică.